# Eswatini for Positive Living
Eswatini for Positive Living (ESWAPOL) ist eine Nichtregierungsorganisation in Eswatini. Sie wurde 2001 von Siphiwe Hlophe und vier weiteren Frauen gegründet, die HIV-positiv waren. ESWAPOL bietet Rat und Bildung und kämpft darum die Lebensbedingungen der Menschen in ländlichen Gebieten zu verbessern, die von AIDS betroffen oder selbst infiziert sind. Ein großer Teil der Klienten sind Frauen. Die Organisation hat mehr als 1000 Mitglieder, ebenfalls hauptsächlich Frauen, und engagiert sich dabei die Politik der Regierung von Eswatini in Bezug auf AIDS und Frauenrechte herauszufordern.
Die Organisation ist ein Partner der britischen Charity Positive Women.

## Ziele von ESWAPOL
ESWAPOL möchte Training und Bildung in Bezug auf HIV/AIDS in ländlichen Gemeinschaften anbieten, das Leben für HIV-positive Menschen mit guter Ernährung bekannt machen, Rat und Trost für trauernde Familien anbieten, Einkommen durch Projekte generieren, Patienten im Endstadium der Krankheit pflegen, Waisen und verletzlichen Kindern helfen.